# Справедливої гри (футбольний приз)
Приз «Справедливої гри» — футбольний приз (аналог приза «За справедливу гру», що існував з 1958 по 1969 рік), затверджений редакцією журналу «Людина і закон» у 1974 році. Нагорода вручалася команді, гравці якої отримували у вищій лізі чемпіонату СРСР найменшу кількість попереджень та вилучень протягом сезону. При підрахунку за попередження нараховувалося 1 очко, а за вилучення - три. За усю історію призом всього лиш раз було нагороджено чемпіонат країни («Динамо» (Київ) у 1977 році). Найбільше трофеїв здобули футболісти одеського «Чорноморця».

## Володарі призу
| Сезон    | Команда                    | ЖК | ЧК | Ігор |
| -------- | -------------------------- | -- | -- | ---- |
| 1974     | «Чорноморець» (Одеса)      | 4  | 0  | 30   |
| 1975     | СКА (Ростов-на-Дону)       | 3  | 0  | 30   |
| 1976 (в) | «Зоря» (Ворошиловград)     | 1  | 0  | 15   |
| 1976 (о) | «Чорноморець» (Одеса)      | 2  | 0  | 15   |
| 1977     | «Динамо» (Київ)            | 5  | 0  | 30   |
| 1978     | «Зоря» (Ворошиловград)     | 4  | 0  | 30   |
| 1979     | «Зоря» (Ворошиловград)     | 1  | 0  | 34   |
| 1980     | «Спартак» (Москва)         | 4  | 0  | 34   |
| 1981     | «Торпедо» Москва           | 5  | 0  | 34   |
| 1982     | «Спартак» (Москва)         | 7  | 0  | 34   |
| 1983     | «Пахтакор» (Ташкент)       | 7  | 0  | 34   |
| 1984     | «Чорноморець» (Одеса)      | 11 | 0  | 34   |
| 1985     | «Дніпро» (Дніпропетровськ) |    |    | 34   |
| 1986     | «Дніпро» (Дніпропетровськ) |    |    | 30   |
| 1987     | «Шахтар» (Донецьк)         | 11 | 0  | 30   |
| 1988     | «Динамо» (Москва)          | 15 | 0  | 30   |
| 1989     | «Арарат» (Єреван)          | 8  | 1  | 30   |
| 1990     | «Спартак» (Москва)         |    |    | 24   |
| 1991     | «Чорноморець» (Одеса)      |    |    | 32   |